# ターバーン航空6437便着陸失敗事故
ターバーン航空6437便着陸失敗事故（ターバーンこうくう6437びんちゃくりくしっぱいじこ）は、2010年1月24日に発生した航空事故である。アーバーダーン空港発マシュハド国際空港行きだったターバーン航空6437便（ツポレフ Tu-154M）がマシュハド国際空港への着陸時に滑走路を逸脱した。事故により、機体は炎上したが、乗員乗客170人に死者は出なかった。乗客のほとんどはイラクの聖地巡礼からの帰路に着いていた巡礼者だった。

## 事故機
事故機のツポレフ Tu-154M（RA-85787）は、1993年に初飛行を行っていた。この機体は、コガリムアビアがターバーン航空にリースしていたものだった。

## 事故の経緯
6437便はターバーン航空に代わり、コガリムアビアが運航していた便だった。イラン南西部のアバダーンを離陸し、イラン第二の都市であるマシュハドへ向かった。しかし、マシュハド国際空港付近の視程が悪化していたため、エスファハーン・シャヒード・ベヘシュティー国際空港へダイバートした。視程が回復すると、5時35分にエスファハーンを離陸した。ところが、視程が再び悪化したため、6437便はホールディング・パターンで旋回を行った。旋回中、乗客の一人が重病となり、機長は緊急事態を宣言した。視程は未だに回復していなかったが、パイロットはILSでの滑走路31Rへの着陸を強行した。着陸時にテールストライクを起こし、機体は滑走路を逸脱した。ノーズギアが破損し、右翼が地面に接触、火災が発生した。乗員乗客47人が負傷したが死者は出なかった。

## 事故調査
イラン民間航空連盟が調査を開始した。2010年1月26日、ロシアの国家間航空委員会が調査に加わったと発表した。その後最終報告書が2012年12月28日に発表され、事故の原因はパイロットエラーと断定された。